# Partido Nacional
De naam Partido Nacional (Nederlands: Nationale Partij, PN) betreft twee voormalige Chileense politieke partijen:
- Partido Nacional (1857-1933), een conservatief-liberale partij, een afsplitsing van de Partido Conservador (Conservatieve Partij);
- Partido Nacional (1966-1994), een conservatieve en nationalistische partij die ontstond na een fusie van de Partido Conservador, Partido Liberal en de Acción Nacional.

## Partido Nacional (1857-1933)
De PN werd op 28 december 1857 opgericht door de toenmalige president Manuel Montt en diens minister van Binnenlandse Zaken, Antonio Varas. Montt en Varas behoorden aanvankelijk tot de Partido Conservador (PCon), maar voerden een onafhankelijke koers. Montt was, anders dan de meeste conservatieven, bijvoorbeeld een voorstander van de inperking van de macht van Rooms-Katholieke Kerk en een versterking van de macht van de president. Na het aftreden van Montt in 1861 bleef de partij aan de macht, zij het nu als onderdeel van verschillende coalities. Rond 1870 werd de partij omgevormd tot een meer liberale partij en werd sindsdien vooral gesteund door rijke bankiers en leden van de stedelijke elite. In 1891 ging de partij op in de Partido Liberal, maar al in 1896 kwam het tot een heroprichting. Tijdens de zgn. "parlementaire republiek" (1896-1925) werd nauw samengewerkt met de liberalen en conservatieven. In 1933 ging de partij op in Partido Liberal Unido.
De PN leverde drie presidenten:
- Manuel Montt (1857-1861)
- José Joaquín Pérez (1861-1871)
- Pedro Montt (1906-1910), zoon van Manuel

Jorge Montt, president van 1891 tot 1896 was weliswaar partijloos maar stond ideologisch dicht bij de PN. Hij was de neef van Manuel Montt.

### Verkiezingsuitslagen
| Jaar | Aantal afgevaardigden (totaal aantal zetels tussen haakjes) | Aantal senatoren (totaal aantal zetels tussen haakjes) |
| ---- | ----------------------------------------------------------- | ------------------------------------------------------ |
| 1864 | 18 (72)                                                     | Van 1864 t/m 1912 geen zetelaantallen beschikbaar      |
| 1867 | 6 (72)                                                      |                                                        |
| 1870 | 11 (72)                                                     |                                                        |
| 1873 | 4 (108)                                                     |                                                        |
| 1876 | 12 (108)                                                    |                                                        |
| 1879 | 12 (108)                                                    |                                                        |
| 1882 | 14 (108)                                                    |                                                        |
| 1885 | 16 (113)                                                    |                                                        |
| 1888 | 18 (113)                                                    |                                                        |
| 1891 | 1 (94)                                                      |                                                        |
| 1894 | 0 (94)                                                      |                                                        |
| 1897 | 4 (94)                                                      |                                                        |
| 1900 | 6 (94)                                                      |                                                        |
| 1903 | onbekend (94)                                               |                                                        |
| 1906 | 11 (94)                                                     |                                                        |
| 1909 | 16 (94)                                                     |                                                        |
| 1912 | 10 (118)                                                    |                                                        |
| 1915 | 16 (118)                                                    | 3 (37)                                                 |
| 1918 | 10 (118)                                                    | 3 (37)                                                 |
| 1921 | 4 (118)                                                     | 2 (37)                                                 |
| 1924 | 3 (118)                                                     | 3 (37)                                                 |

## Partido Nacional (1966-1994)
Op 11 mei 1966 fuseerden drie (centrum-)rechtse partijen, de Partido Conservador, de Partido Liberal en de Acción Nacional tot Partido Nacional. De voornaamste reden tot deze fusie was de achteruitgang van de electorale successen van rechts door de opkomst van de linkse socialistische partij en de op het politieke midden gerichte christendemocratische partij. Víctor García Garzena werd gekozen tot eerste voorzitter van de partij. Hij was een compromiskandidaat omdat hij voorheen geen lid was geweest van een van de drie fusiepartijen.
De partij voerde felle oppositie tegen zowel de regering van de christendemocratische president Eduardo Frei Montalva (1964-1970) als de linkse Volksfront-regering van president Salvador Allende (1970-1973).
In 1970 steunde de partij de kandidatuur van Jorge Alessandri voor het presidentschap. Alessandri was van 1958 tot 1964 al eerder president geweest met steun van de burgerlijke partijen. Hij verloor nipt van Salvador Allende. Tijdens de regering van Allende verzette men zich met kracht tegen de vele hervormingen. Er werd nauw samengewerkt met de Partido Demócrata Cristiano (Christendemocratische Partij), hetgeen mogelijk was geworden omdat een deel van de linkervleugel zich van deze partij had afgescheiden en samenwerkte met de Volksfront-regering.
De PN steunde de militaire staatsgreep van generaal Augusto Pinochet op 11 september 1973. De partij hief zichzelf op 21 september van dat jaar vrijwillig op. Veel oud-leden van de partij schaarden zich achter de militaire junta.
In maart 1983 werd een burgerlijk actiecomité opgericht met als doel te komen tot de oprichting van verenigde partij voor rechtse krachten. Deze plannen werden echter gedwarsboomd door de heroprichting van de Partido Nacional in oktober 1983 door mensen als Carmen Sáenz, Silvia Alessandri en Alicia Ruiz-Tagle de Ochagavía. De gedachte om, net als voor 1973, alle rechtse krachten in één partij te verenigen mislukte echter, omdat een groot deel van de vroegere aanhang zich aansloot bij de Movimiento de Unión Nacional (Verenigde Nationale Beweging), die veel verder ging in haar steun aan de militaire dictatuur dan de heropgerichte PN. In 1987 hing de Movimiento op in de Renovación Nacional (Nationale Hernieuwing). In dezelfde periode ontstond ook nog de Unión Demócrata Independiente (Onafhankelijke Democratische Unie). Deze partijen bleken geduchte concurrenten.
Bij de democratische verkiezingen van 1993 boekte de PN zo'n slecht resultaat, dat men op 18 augustus 1994 overging tot de ontbinding van de partij.

### Presidentskandidaten
- N.B.: Niet al deze kandidaten waren lid van de PN, maar werden wel officieel door haar gesteund.
- 1970: Jorge Alessandri (verloren)
- 1989: Francisco Javier Errázuriz (verloren)
- 1993: Arturo Alessandri Besa (verloren)

### Verkiezingsresultaten
| Jaar (totaal aantal afgevaardigden) | Aantal afgevaardigden | Aantal stemmen | Percentage |
| ----------------------------------- | --------------------- | -------------- | ---------- |
| 1969 (150)                          | 34                    | 480.523        | 20,82      |
| 1973 (150)                          | 34                    | 780.480        | 21,51      |
| 1989 (120)                          | 0                     | 53.819         | 0,79       |
| 1993 (120)                          | 0                     | 2688           | 0,04       |